# Парада (Браганса)
Парада (порт. Parada; МФА: [pɐ.ɾɐ.dɐ]) — парафія в Португалії, у муніципалітеті Браганса. Розташована в північно-східній частині країни, на теренах історичної португальської провінції Трансмонтана. Входить до складу округу Браганса. За адміністративним поділом, чинним до 1976 року, терени парафії були складовою провінції Трансмонтана і Верхнє Дору. Належить до Брагансько-Мірандської діоцезії Католицької церкви. Патрон — святий Генезій. Площа — 36,4293 км². Населення — 507 ос. (2011). Слабо урбанізований регіон. Густота населення — 13,92 осіб/км²
. Код — 040227.

## Населення
| Кількість мешканців | Кількість мешканців | Кількість мешканців | Кількість мешканців | Кількість мешканців | Кількість мешканців | Кількість мешканців | Кількість мешканців | Кількість мешканців | Кількість мешканців | Кількість мешканців | Кількість мешканців | Кількість мешканців | Кількість мешканців | Кількість мешканців |
| ------------------- | ------------------- | ------------------- | ------------------- | ------------------- | ------------------- | ------------------- | ------------------- | ------------------- | ------------------- | ------------------- | ------------------- | ------------------- | ------------------- | ------------------- |
| 1864                | 1878                | 1890                | 1900                | 1911                | 1920                | 1930                | 1940                | 1950                | 1960                | 1970                | 1981                | 1991                | 2001                | 2011                |
| 662                 | 726                 | 830                 | 1 013               | 1 191               | 909                 | 905                 | 1 115               | 1 448               | 1 281               | 1 081               | 862                 | 666                 | 604                 | 507                 |